# (7962) 1994 WG3
1994 دابليو جي 3 (ويعرف أيضًا باسم (7962) 1994 دابليو جي 3 وفق تسمية الكوكب الصغير) (بالإنجليزية: 1994 WG3)‏ هو كويكب ضمن حزام الكويكبات؛ وترتيبه 7962 من حيث الاكتشاف.
اكتُشف هذا الجُرم الفلكي بواسطة سيجي أويدا في 28 نوفمبر 1994.

## وصلات خارجية
- (7962) 1994 WG3 في قاعدة بيانات مختبر الدفع النفاث لأجرام النظام الشمسي الصغيرة

- الاكتشاف · مخطط المدار ·  العناصر المدارية · المعلمات المادية

- (7962) 1994 WG3 على موقع ويكي سكاي: DSS2, SDSS, GALEX, IRAS, Hydrogen α, X-Ray, Astrophoto, Sky Map, Articles and images